# Ontologija
 Ovo je glavno značenje pojma Ontologija. Za druga značenja pogledajte Ontologija (informacijske znanosti).
Ontologija (grč. όν,  particip glagola biti, tj. biće, bivajuće + λόγος, riječ, učenje)
Ontologija (opća metafizika) je temeljna disciplina metafizike, koja proučava biće kao takvo, tj. ako ono jest biće. Ona ne promatra biće pod nekim ograničenim vidom, dakle neko konkretno biće ili područje bitka (kao ostale znanosti), nego ona biće promatra kako je ono po sebi, u svojoj biti. Proučavajući biće, ontologija propituje prva počela i uzroke bića kao takvog, njegovu bit, njegovo postojanje (egzistenciju), njegovu mogućnost, odnosno stvarnost, njegove kategorije te, od kategorija šire, transcendentalije.
Osnovna pitanja ontologije su:
- Što je bitak? Što jest? Što postoji?
- Što je postojanje? Što znači postojati, što znači biti, što znači egzistirati?
- Što je biće? (Što je stvar?)
- Što je bit? Što je supstancija? Što je akcident [neaktivna poveznica](akcidens )?
- Što je kretanje, promjena? Što je identitet? Što je razlika?
- Koji su uzroci bića?
- Koje su kategorije? Što možemo iskazati o biću? Koji su najviši rodni pojmovi koje iskazujemo o bićima? Koji su načini bitka bića?

Aristotel je govorio o prvoj filozofiji (metafizici) koja uključuje proučavanje tijela kao tijelo (ono što tijelo jest), kao i proučavanje glavnog tijela i drugih subjekata koji su mu podređeni. Od tada je otvorena mogućnost razlikovanja ontologije i metafizike. Riječ "ontologija" prvi put je u ranom sedamnaestom stoljeću upotrijebio Gideon Harvey u djelu Archelogia philosophica nova.